# AAlib

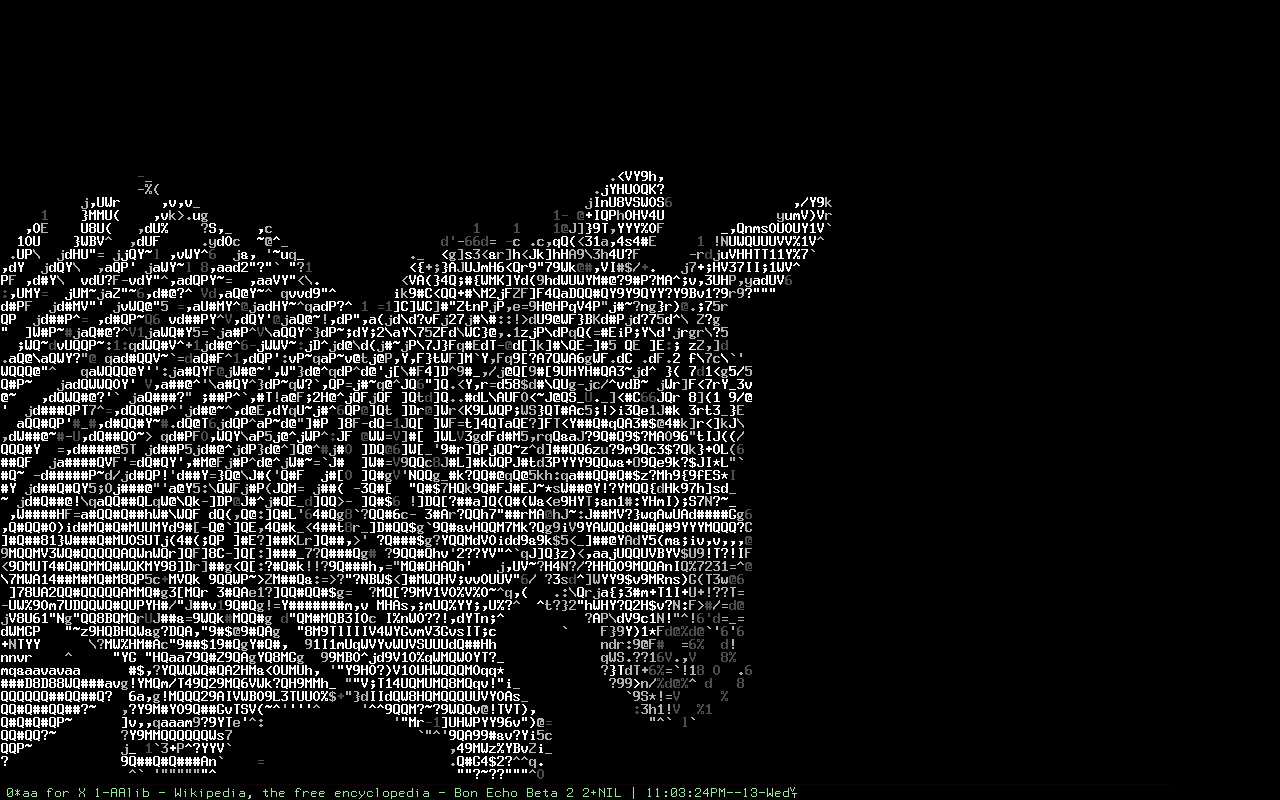
Il demo bb mentre visualizza una zebra

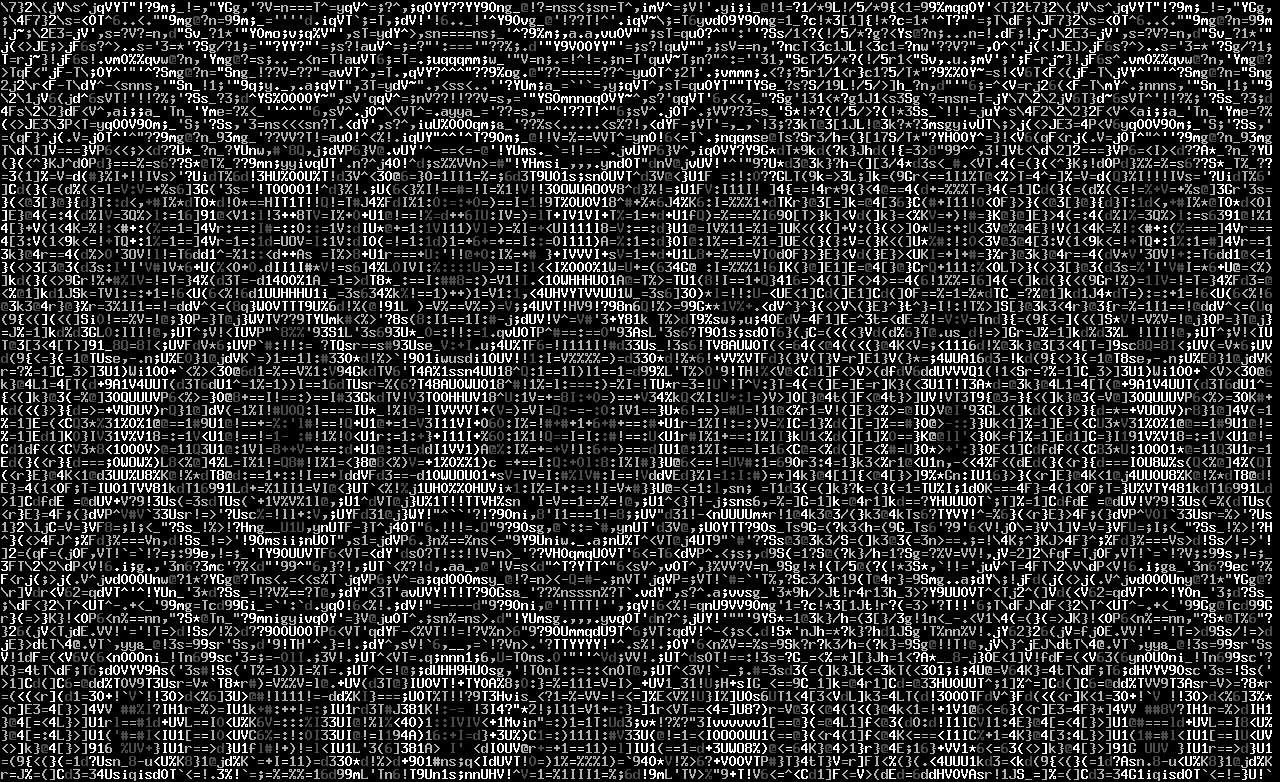
Effetto plasma

AAlib (ASCII Art Library) è una libreria grafica che permette alle applicazioni di convertire automaticamente immagini e video in ASCII art.
È stato usato in vari programmi, tra cui alcuni lettori multimediali come Xine e MPlayer per la visualizzazione di video, ed alcune conversioni di giochi come Quake, Quake II e Unreal Tournament.
È disponibile anche un programma demo chiamato bb, che visualizza le capacità grafiche della libreria.
Distribuito con licenza GNU, AAlib è un software libero.